# S. O. S. Oceanflyverens Undergang
S. O. S. Oceanflyverens Undergang (originaltitel S.O.S. Die Insel der Tränen) er en tysk stumfilm fra 1923 af Lothar Mendes.

## Medvirkende
- Lya De Putti som Lilian
- Paul Wegener som Jack
- Lyda Salmonova
- Olga Engl
- Gertrud de Lalsky
- Rudolf Forster som Harry
- Eugen Burg som John Harding